# Фикри Дине
Фикри бей Дине (на албански: Fiqri Bey Dine) е албански революционер, полковник, деец на Бали Комбътар и политик, министър-председател на Албания.

## Биография

### В служба на Република Албания
Роден е в 1897 година като най-голям син в семейството на Дине Макелара в дебърското българо-торбешко село Макелари, Османската империя. Завършва гимназия в 1914 година в Дебър, който вече е в Сърбия. Дине Макелара, който е свързан с австрийските военни среди, успява да го запише във военно училище във Велс, Австрия. След завършването на военното училище, в 1919 година се връща в Албания като кланов лидер, служи като лейтенант (нънтогер) в Шкодра. След форминрането на националното правителство на Сюлейман Делвина от Конгреса в Люшня, Дине става първи лейтенант в жандармерията на Албанската национална армия. Албанската жандармерия, подпомагана от английски и холандси офицери, напредва бързо в периода 1919 – 1924 година и Дине бързо се издига в йерархията. Още в 1920 година е назначен за комендант на Шкодра и има голям принос в отблъскването на югославските опити за завземане на територия в района. С 300 жандармеристи участва в ликвидирането на подкрепяната от Югославия така наречена Република Мирдита през втората половина на 1921 година. За отмъщение югославските власти опожаряват дома му и жените и децата от клана Дине са депортирани в Битоля. С усилията на външния министър Ахмед Зогу интернираните дебрани са разменени за заловени сръбски и белогвардейски войници в Ниш и Битоля.

### В служба на Кралство Албания
По време на Юнската революция в 1924 година Дине е на страната на Ахмед Зогу и през декември 1924 година овладява Тирана с 600 дебрани. През следващите години Дине е в кръга на най-доверените офицери на обявилия се в 1928 година за крал Зогу. Страната е разделена на четири военни зони – Мухарем Байрактари командва северната в Крума, Пренк Превизи централната в Тирана, Хюсни Дема южната във Вльора и Фикри Дине северозападната в Шкодра. В 1928 година получава командването на тиранския батальон. По-късно е полкови командир в Берат. В 1936 година става военен инспектор в кралския двор, а в 1938 година – командир на жандармерията. Дине полага усилия за модернизиране на албанската армия и като военни планове и като въоръжение. Същевременно се грижи за настаняването на албанците бежанци от съседните страни и е на крайни националистически позиции. В реч от 28 ноември 1938 година пред офицерите от дебърския гарнизон Дине заявява: „Никога не сме приели разделената държава“.

### В годините на Втората световна война

#### Лидер на Бали Комбътар
След италианската инвазия в страната през април 1939 година, на Дине са предлагани високи постове, но той отказва и създава център на националистическа съпротива в родния си Дебър, където командваните от него националистически чети се сражават с италианските окупатори. В 1942 – 1943 година се обявява открито и срещу югославското комунистическо съпротивително движение. Поддържа активни връзки с Бали Комбътар и се стреми чрез прозападна политика да осъществи Велика Албания. Дине е министър на вътрешните работи в правителството на Екрем Либохова от 18 януари до 11 февруари 1943 година, но италианските власти му нямат доверие, поради националистическите му възгледи. Италиански части изгарят четириетажното му имение в Дебър. През юли 1943 година, по заповед на Митхат Фрашъри, Фикири Дине събира в дебърското село Хомеш всички водачи на Севера, заедно с Али Кълцира, Хасан Дости и Исуф Лузай, които решават да се обединят всички националистически формирования в района под единното командване на Фикри Дине. Същевременно италиански части настъпват към Макелари, овладяват го и разрушават къщата на Дине. Дине със 700 бойци настъпва към селото и след двудневно сражение го освобождава, а италианците се оттеглят в Дебър. Дине води още няколко успешни сражения с частите на генерал Диас.
След капитулацията на Италия през септември 1943 година, английската мисия, начело с Питър Камп първоначално се ориентира към националистите на Дине и се опитва да ги обърне срещу германците. Дине се съгласява срещу доставка на боеприпаси, храни и дрехи. Камп пише в спомените си, че Дине вижда като основен проблем не германците, а евентуално установяване на комунистически режим в страната. В края на 1943 година Дине подпомага германските окупационни части в офанзивата му срещу партизаните, но предупреждава и отсрещната страна.

#### Министър-председател
Дине е министър-председател и вътрешен министър в марионетното правителство под влиянието на Нацистка Германия. Мандатът му трае от 17 юли до 29 август 1944 година. Правителството е умерено зогистко. Дине се опитва да прекрати разцеплението на албанците на два лагера и влиза в конкретни преговори за съдбата на албанските територии в Косово и Западна Македония, като нарежда на националистическите части да се бият по границите на така наречените албански етнически територии с българските част и с Титовите комунистически партизани. Създава антикомунистически пакт с албанските вождове Исмаил Големи на юг, Абаз Купи в Централна Албания и Гьон Маркагьони и Пренк Превизи в Горна Албания.
Заради Гражданската война между националисти и комунисти, голямото съветско настъпление през август и оттеглянето на националистите от етническите граници, Дине подава оставка след пет седмици на 28 август. На 29 август 1944 е заменен на поста от Ибрахим Бичакчиу, след като немските представители в Албания Йозеф Фицхум и Мартин Шлийп откриват връзките на Дине със Съюзниците.
Дине се оттегля в Дебър, където продължава въоръжената съпротива срещу комунистите и югославяните. Сътрудничи си с антикомунистическата Албанска национална демократична организация в Косово.
След като комунистите вземат властта в Албания, в 1946 година Фикри Дине заедно с блат си Дилавер напуска Албания в средата на октомври и с лодка пристига в Бриндизи.
Умира в Брюксел на 28 ноември 1960 година.